# 龔書章
龔書章（Kung, Shu-chang, 1962年11月10日-），現任國立陽明交通大學建築研究所教授、TDA台灣設計聯盟第6屆副理事長台灣建築師。

## 學歷
- 臺北市立建國高級中學畢業
- 東海大學建築系畢業
- 美國哈佛大學建築碩士及設計碩士。

## 經歷
- 開業建築師
- 致力於建築教育。
- 曾執教於實踐大學、淡江大學建築系
- 目前為交通大學建築研究所所長、副教授[1]，亦是策展人。[2]
- 交大任教期間，與侯君昊、許倍銜等擔任「交大義築實驗室」負責老師，帶領建築課學生，前往國內外偏僻鄉村地區，從事實地義築活動。[3]

## 建築作品
| 國家 | 城市   | 作品                                             | 圖片 |
| ---- | ------ | ------------------------------------------------ | ---- |
| 臺灣 | 宜蘭縣 | 「凱旋社區公園暨新福宮廣場」（與吳建德共同設計） |      |
| 臺灣 | 屏東縣 | 國立屏北高中                                     |      |
| 臺灣 | 嘉義縣 | 國立新港藝術高中                                 |      |

## 策展
- 2010年，台中CMP Block人文生活美學特區[2]
- 2010年，幾米 世界的角落特展
- 2011&2012年，香港深圳-建築雙城雙年展：台北館
- 2013年，Adaptive City 台北設計城市展[4][5]

## 獲獎

### 建築
- 2003年，以宜蘭縣「凱旋社區公園暨新福宮廣場」獲得「遠東建築獎」佳作。
- 2004年，「凱旋社區公園暨新福宮廣場」獲得建築師雜誌「台灣建築獎」佳作。[6]
- 2005年，以「屏北高中」獲得台灣綠建築發展協會「優良綠建築獎」。[7]
- 2006年，「屏北高中」獲「台灣建築獎」首獎。
- 2007年，榮獲中華民國「傑出建築師獎」。[8]
- 2008年，以「新港藝術高中」獲得建築師雜誌「台灣建築獎」佳作。

### 空間設計
- 2007年，「旅行與閱讀」接待中心獲TID Award台灣室內設計大獎（與吳建森、陳麗雪共同設計）[9]
- 2007年，水相餐廳獲TID Award台灣室內設計大獎（與吳建森、陳麗雪共同設計）[10]
- 2008年，華碩創意中心 ASUS Design Center獲TID Award台灣室內設計大獎-工作空間金獎 （與吳建森、陳麗雪共同設計）[11]
- 2008年，璞石麗緻溫泉會館獲TID Award台灣室內設計大獎（與吳建森、陳麗雪共同設計）[12]
- 2008年，阿曼TIT接待中心獲TID Award台灣室內設計大獎（與吳建森、陳麗雪共同設計）[13]
- 2009年，台大兒童醫院二樓健康體驗區-奇幻旅行，獲TID Award台灣室內設計大獎（與謝介文共同設計）[14]

## YouTube
- YouTube上的蘭花盛放的新時代建築：龔書章(Shu-Chang Kung) at TEDxTaipei 2014 [2014]
- YouTube上的【風格玩家】第25集 - 龔書章&鍾炳宏 都市設計力 [2013]
- YouTube上的願景2030公開論壇社會組：龔書章 臺灣建築與空間議題論述 [2011]

## 外部連結
- 龔書章的Facebook專頁